# Coca-Cola Coliseum
«Кока-Кола Колизеум» (англ. Coca-Cola Coliseum) (также или ранее известный как «CNE Coliseum», «Royal Coliseum», «Ricoh Coliseum», «Toronto Coliseum» или «Coliseum») — арена на Выставочной площади в Торонто, провинция Онтарио, Канада, используемая для сельскохозяйственных выставок, хоккея с шайбой и торговых выставок. Он был построен для Канадской национальной выставки (CNE) и Королевской зимней сельскохозяйственной ярмарки в 1921 году. С 1997 года он является частью выставочного комплекса «Enercare Center». Он служит домашней ареной для хоккейной команды «Торонто Марлис» из Американской хоккейной лиги, фарм-клуба команды НХЛ «Торонто Мейпл Лифс». Во время Панамериканских игр 2015 года это место принимало соревнования по гимнастике и было известно как «Торонто Колизеум».